# Run (Amy Macdonald)
Run è un singolo della cantautrice britannica Amy Macdonald, pubblicato il 3 marzo 2008 dall'etichetta discografica Vertigo in Regno Unito.
Il brano è stato scritto dalla stessa cantautrice e prodotto da Pete Wilkinson ed è stato inserito nell'album di debutto della Macdonald, intitolato This Is the Life. Il singolo è stato pubblicato in più versioni e conteneva diverse b-side. In una versione era disponibile anche il video del brano.

## Tracce
CD-Maxi (Vertigo / Melodramatic 176 244-1 (UMG) / EAN 0602517624412)
Testi e musiche di Amy Macdonald.
1. Run – 3:48
2. Rock 'N' Roll Star (Acoustic) – 2:22

CD-Maxi (Vertigo / Melodramatic 060251799800 (UMG) / EAN 0602517998001)
Testi e musiche di Amy Macdonald.
1. Run – 3:48
2. Youth of Today (Live from SWR3 New Pop Festival 2008) – 3:58
3. Dancing In The Dark (Live from SWR3 New Pop Festival 2008) – 3:27
4. Run (Video)

Promo - CD-Single (Vertigo / Melodramatic RUNCJ2 (UMG)
Testi e musiche di Amy Macdonald.
1. Run (Radio Edit) – 2:55
2. Run – 3:51

## Classifiche
| Classifica (2008/2009) | Posizione massima |
| ---------------------- | ----------------- |
| Belgio (Fiandre)       | 64                |
| Germania               | 36                |
| Paesi Bassi            | 96                |
| Regno Unito            | 75                |